# Paul Maier
Paul Luther Maier, född 31 maj 1930 i Saint Louis, Missouri, död 27 februari 2025 i Kalamazoo, Michigan, var en amerikansk professor i historia vid Western Michigan University i USA. Maier är känd som författare av både vetenskapliga skrifter och skönlitteratur. Han gjorde sig känd som aktiv försvarare av den kristna tron. Hans bok De första kristna finns översatt till svenska.